# Роса Монтеро
Роса Монтеро (на испански: Rosa Montero) е испанска журналистка и писателка на произведения в жанра социална драма, научна фантастика, детска литература, мемоари, публицистика и документалистика. Тя е сред най-изявените имена в съвременната испанска литература.

## Биография и творчество
Роса Мария Монтеро Гайо е родена на 3 януари 1951 г. в квартал „Куатро Каминос“ на Мадрид, Испания, в семейство на тореадор (бандерилеро) и домакиня. Заради заболяване от туберкулоза остава вкъщи между пет и девет годишна възраст, като в този период сама опитва да пише. След завършване на средното си образование следва психология във Факултета по философия и литература на Мадридския университет. През 1970 г., на 19-годишна възраст, започва работа като журналист на свободна практика в различни новинарски медии, а също участва в независими театрални групи и има малки роли във филми. След четири години в университета напуска и завършва журналистика във Висшето училище по журналистика в Мадрид.
От 1976 г. работи във вестник „Ел Паис“ като колумнист, а в периода 1980 – 1981 г. е главен редактор на неделното приложение и се специализира се в жанра на интервюто за него. Авторка е на над 2000 интервюта, включително с аятолах Хомейни, Ясер Арафат, Улоф Палме, Индира Ганди, Ричард Никсън, Хулио Кортасар или Малала Юсафзаи, а нейната техника като интервюиращ се изучава в университетите по журналистика както в Испания, така и в Латинска Америка. Нейни статии и интервюта са публикувани в различни латиноамерикански вестници, както и в издания в Германия, Франция и Великобритания. За работата си като журналист получава много национални и международни награди, включително наградата „Мануел дел Арко“, като е първата жена, която я получава, през 1980 г. печели Националната награда за журналистика за работата си, а през 1987 г. получава Световната награда за интервюта.
Първият ѝ роман „Хроника на враждата“ е издаден през 1979 г. и предизвиква вълнение в испанския литературен свят. Той е история за любовта и брака на героинята с група приятелки от гледна точка на трето лице, и представя израстването на женското самосъзнание, както и опита на испанските жени в социално-политическия преход.
Следващите трийсетина творби ѝ донасят широка известност. След първата си публикация пише дузина произведения, романи и разкази, за деца. През 1995 г. е издаден сборникът ѝ „Женски истории“, който съдържа 16 легендарни биографии на видни жени на Запада в документален стил, включително за френската писателка Симон дьо Бовоар, Жорж Санд и френската скулпторка Камий Клодел.
През 1997 г. с романа си „Дъщерята на канибала“ печели наградата за испански роман „Пролет“. В историята детската писателка Лусия открива, че съпругът ѝ Рабон, с когото са женени от десет години, и пламъкът на любовта е изгаснал, е отвлечен от летището и има искане за голям откуп. Полицията е безсилна и тя се заема сама да разкрие истината, а и да намери собствената си идентичност. През 2003 г. романът е екранизиран в едноименния филм с участието на Сеслия Рох.
Била е гост-професор в САЩ в Колеж „Уелсли“ в Бостън и в Университета на Вирджиния. Преподава семинари по творческо писане в университета „Бригъм Йънг“, Юта, в колежа „Маями Дейд“, Флорида, и в Кралския университет в Белфаст. Преподава литература и журналистика в Съвременното училище по хуманитарни науки в Мадрид и в Училището по литература в Мадрид. Също така е лектор в различни национални университети, включително в Мадридския университет, университета „Карлос III“ и университета в Саламанка. Чест участник е в международни писателски симпозиуми и конференции, и фестивали на книгата.
През 1988 г. се омъжва за журналиста Пабло Лискано, който умира през 2009 г. след дълго боледуване.
Роса Монтеро живее в Мадрид.

## Произведения

### Самостоятелни романи
- Crónica del desamor (1979)[2][4][5]
- La función Delta (1981)
- Te trataré como a una reina (1983)
- Amado amo (1988)
- Temblor (1990)
- Bella y oscura (1993)[1]
- La hija del caníbal (1997) – награда „Пролет“
Дъщерята на канибала, изд.: ИК „Колибри“, София (2008), прев. Елена Ангелова
- El corazón del tártaro (2001)
- La loca de la casa (2003)[3]
- Historia del Rey Transparente (2005)
- Instrucciones para salvar el mundo (2008)
Указания за спасяването на света, изд.: ИК „Колибри“, София (2010), прев. Катя Диманова
- La ridícula idea de no volver a verte (2013)
- La carne (2016)
Плът, изд.: ИК „Колибри“, София (2018), прев. Катя Диманова
- La buena suerte (2020)
- El peligro de estar cuerda (2022)
- La desconocida (2023) – с Оливър Трък

### Поредица „Бруна Хъски“ (Bruna Husky)
1. Lágrimas en la lluvia (2011)[1][2]
2. El peso del corazón (2015)
3. Los tiempos del odio (2018)

### Детска литература
- El nido de los sueños (1991)

#### Поредица „Барбара“ (Bárbara)
1. Las barbaridades de Bárbara (1996)[2][4]
2. El viaje fantástico de Bárbara (1997)
3. Bárbara contra el doctor Colmillos (1998)

### Документалистика
- Periodismo y literatura (1973)[2]
- España para ti para siempre (1976)[4]
- Cinco años de país (1982)
- La vida desnuda (1994)
- Historias de mujeres (1995)
- Entrevistas (1996)
- Pasiones (1999)
- Estampas bostonianas y otros viajes (2002)
- Lo mejor de Rosa Montero (2005) – мемоари
- El amor de mi vida (2011) – статии от периода 1998 – 2010 в „Ел Паис“
- Maneras de vivir (2014)
- Nosotras: Historias de mujeres y algo más (2018)
- El arte de la entrevista. 40 años de preguntas y respuestas (2019).

### Други издадени на български език
- Изглежда толкова сладка – разказ, сп. „Жената днес“ (1995), сп. „Съвременник“ (2008), сп. „Словото днес“ (2009), прев. Елена Ангелова

### Екранизации
- 1986 Media naranja – тв сериал, 12 епизода, сценарий
- 2002 Tarde en la noche – тв филм, по разказ
- 2003 La hija del caníbal[4]
- 2013 Dictadoras – тв сериал
- 2014 Retrato de Familia
- 2018 Happy Birthday or Felicidades – с Алекса Реди, Антия Гилик и Круз Камена
- 2021 H24, 24 h de la vie d'une femme – тв сериал